# Pollinium

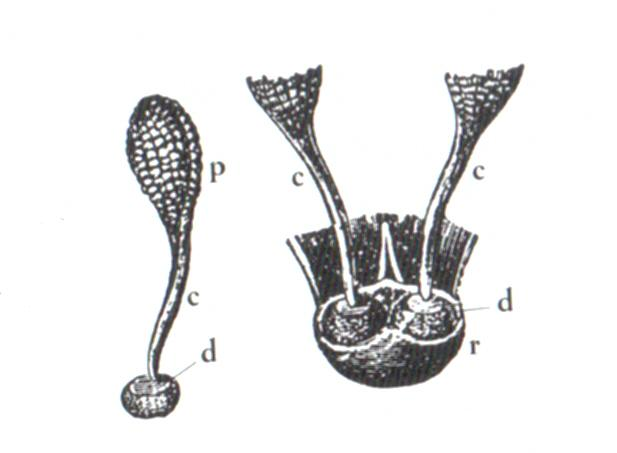
Pollinarium bij orchideeën, tekening van Darwin. p=pollinium, c=caudiculum, d=viscidium

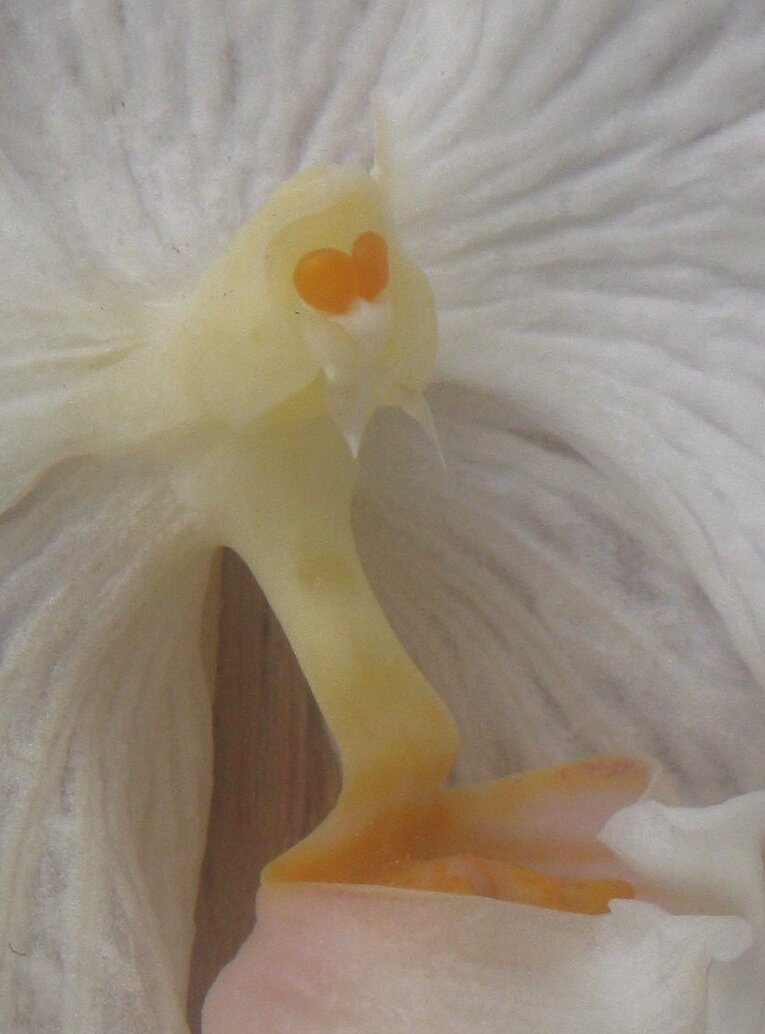
Wasachtige pollinia van Phalaenopsis

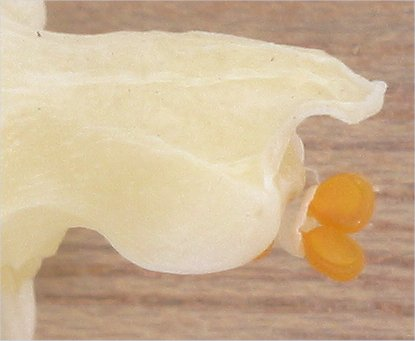
Wasachtige pollinia van Phalaenopsis

Een pollinium (meervoud pollinia) of stuifmeelklompje bestaat uit de samenklevende stuifmeelkorrels van een enkele meeldraad en worden bij de bestuiving als stuifmeelklompje overgebracht naar een andere bloem.
Pollinia komen voor bij alle orchideeën, bij sommige soorten van de Maagdenpalmfamilie en de Waterkaardefamilie.
De meeste orchideeën hebben wasachtige pollinia, die vastzitten aan een of twee steeltjes (stipes), die op hun beurt weer vastzitten aan het hechtschijfje (viscidium) dat op het zuiltje of gynostemium is bevestigd.
Sommige orchideeën hebben meelachtige pollinia op een staartje (caudiculum) op het kleverige hechtschijfje (viscidium).
Het pollinarium bestaat uit het pollinium, het staartje (caudiculum) of het steeltje (stipe) en het hechtschijfje (viscidium).